# Ali Benouna
Ali Benouna, né le 23 juillet 1907 à Chlef en Algérie française et mort le 6 novembre 1980 à Alger, est un footballeur professionnel.

## Biographie
C'est le premier joueur d'origine algérienne (originaire de Chlef) à jouer dans un club français dans les années 1930 (le FC Sète puis le Stade rennais, notamment). International français (deux sélections en 1936), il remporte la Coupe de France en 1934.
Joueur au sein du prestigieux club musulman le Mouloudia Club Algérois MC Alger de 1939 à 1945.Titulaire plusieurs fois avec la Sélection d'Alger.Il termine sa carrière à la Jeunesse sportive d'El Biar comme entraîneur de l'équipe première au début des années 50.